# لادیسلاوس کورپیل
لادیسلاوس کورپیل (آلمانی: Ladislaus Kurpiel; ۱۳ نوامبر ۱۸۸۳ – ۲۴ ژوئن ۱۹۳۰) بازیکن فوتبال اهل اتریش بود.
وی همچنین در تیم ملی فوتبال اتریش بازی کرده‌است.